# 2018-as Roland Garros
A 2018-as Roland Garros az év második tenisz Grand Slam-tornája, amelyet 117. alkalommal, 2018. május 27. és június 10. között rendeztek meg Párizsban. A tornán bajnokot avattak férfi és női egyesben és párosban, vegyes párosban, valamint junior fiú és lány kategóriákban egyesben és párosban is. A versenyprogram része a kerekesszékesek versenye, valamint a szenior versenyzők bemutató jellegű küzdelme.
A Roland Garros az egyetlen salakpályás Grand Slam-torna. Díjalapja 2018-ban 39 197 000 euró (48 252 000 dollár).
A cím védője férfi egyesben a spanyol Rafael Nadal, a női egyesben a lett Jeļena Ostapenko volt. Nadal megvédte címét, ezzel a világelsőségét is, míg Ostapenko ezúttal már az 1. körben búcsúzni kényszerült. A nőknél a trófeát Simona Halep szerezte meg, aki szintén megvédte ezzel a világelsőségét.
A magyar versenyzők közül a tornán a főtáblán indulásra volt jogosult a női egyesben Babos Tímea, aki az 1. fordulóban esett ki, és a férfiaknál Fucsovics Márton, aki élete eddigi legjobb Grand Slam-eredményeként a 2. körig jutott. A férfiaknál a selejtezőben indulhatott Balázs Attila, de az első körben búcsúzni kényszerült. Női párosban a Babos Tímea−Kristina Mladenovic magyar-francia kettős 1. kiemeltként indulhatott, és a tét a páros és Babos Tímea számára külön is a világelsőség lehetséges megszerzése volt. Ez azonban nem sikerült, mert a negyeddöntőben vereséget szenvedtek, eredményükkel azonban a párosok éves versenyében (race) az aktuális világranglista élére léptek. A junior lányoknál Nagy Adrienn első Grand Slam-tornáján egyéniben az 1. körben búcsúzott, párosban egy szlovák versenyzővel indult, de ott sem sikerült az 1. körből továbbjutni.

## Döntők

### Férfi egyes
- Rafael Nadal –  Dominic Thiem, 6–4, 6–3, 6–2

### Női egyes
- Simona Halep –  Sloane Stephens,  3–6, 6–4, 6–1

### Férfi páros
- Pierre-Hugues Herbert /  Nicolas Mahut –  Oliver Marach /  Mate Pavić 6–2, 7–6(4)

### Női páros
- Barbora Krejčíková /  Kateřina Siniaková –  Eri Hozumi /  Makoto Ninomiya 6–3, 6–3

### Vegyes páros
- Latisha Chan/ Ivan Dodig –  Gabriela Dabrowski /  Mate Pavić, 6–1, 6–7(5), [10–8]

### Juniorok

#### Fiú egyéni
- Tseng Chun-hsin –  Sebastián Báez, 7–6(5), 6–2

#### Lány egyéni
- Cori Gauff –  Caty McNally, 1–6, 6–3, 7–6(1)

#### Fiú páros
- Ondřej Štyler /  Naoki Tajima –  Ray Ho /  Tseng Chun-hsin, 6–4, 6–4

#### Lány páros
- Caty McNally  /  Iga Świątek –  Yuki Naito  /  Naho Sato, 6–2, 7–5

## Világranglistapontok
| Eredmény           | Férfi egyes | Férfi páros | Női egyes | Női páros |
| ------------------ | ----------- | ----------- | --------- | --------- |
| Győzelem           | 2000        | 2000        | 2000      | 2000      |
| Döntő              | 1200        | 1200        | 1300      | 1300      |
| Elődöntő           | 720         | 720         | 780       | 780       |
| Negyeddöntő        | 360         | 360         | 430       | 430       |
| 16 között          | 180         | 180         | 240       | 240       |
| 32 között          | 90          | 90          | 130       | 130       |
| 64 között          | 45          | 0           | 70        | 10        |
| 128 között         | 10          | –           | 10        | –         |
| Főtáblára jutás    | 25          | 25          | 40        | –         |
| Selejtező (3. kör) | 16          | –           | 30        | –         |
| Selejtező (2. kör) | 8           | –           | 20        | –         |
| Selejtező (1. kör) | 0           | –           | 2         | –         |

## Pénzdíjazás
A torna összdíjazása 39 197 000 euró (48 252 000 dollár) volt, amely mintegy 10%-kal magasabb az előző évinél. A férfi és a női egyéni győztesnek fejenként 2 200 000 euró járt, amely 100 000 euróval több a 2017-es díjnál.
| Eredmény           | Egyes*      | Egyes*      | Páros**                                                                     | Vegyes páros**                                                              |
| Eredmény           | Férfiak***  | Nők****     | Páros**                                                                     | Vegyes páros**                                                              |
| Győzelem           | 2 200 000 € | 2 200 000 € | 560 000 €                                                                   | 120 000 €                                                                   |
| Döntő              | 1 120 000 € | 1 120 000 € | 280 000 €                                                                   | 60 000 €                                                                    |
| Elődöntő           | 560 000 €   | 560 000 €   | 139 000 €                                                                   | 30 000 €                                                                    |
| Negyeddöntő        | 380 000 €   | 380 000 €   | 76 000 €                                                                    | 17 000 €                                                                    |
| 16 között          | 222 000 €   | 222 000 €   | 41 000 €                                                                    | 9500 €                                                                      |
| 32 között          | 130 000 €   | 130 000 €   | 22 000 €                                                                    | 4750 €                                                                      |
| 64 között          | 79 000 €    | 79 000 €    | 11 000 €                                                                    | –                                                                           |
| 128 között         | 40 000 €    | 40 000 €    | –                                                                           | –                                                                           |
| Selejtező (döntő)  | 21 000 €    | 21 000 €    | *Nemenként **Csapatonként ***128-as selejtezőtábla ****96-os selejtezőtábla | *Nemenként **Csapatonként ***128-as selejtezőtábla ****96-os selejtezőtábla |
| Selejtező (2. kör) | 11 000 €    | 11 000 €    | *Nemenként **Csapatonként ***128-as selejtezőtábla ****96-os selejtezőtábla | *Nemenként **Csapatonként ***128-as selejtezőtábla ****96-os selejtezőtábla |
| Selejtező (1. kör) | 6000 €      | 6000 €      | *Nemenként **Csapatonként ***128-as selejtezőtábla ****96-os selejtezőtábla | *Nemenként **Csapatonként ***128-as selejtezőtábla ****96-os selejtezőtábla |